# Communauté de communes des Vallées du Clain
Die Communauté de communes des Vallées du Clain ist ein französischer Gemeindeverband mit der Rechtsform einer Communauté de communes im Département Vienne in der Region Nouvelle-Aquitaine. Sie wurde am 23. Januar 2013 gegründet und umfasst 16 Gemeinden. Der Verwaltungssitz befindet sich im Ort La Villedieu-du-Clain.

## Mitgliedsgemeinden
| Gemeinde                                    | Einwohner 1. Januar 2022 | Fläche km² | Dichte Einw./km² | Code INSEE | Postleitzahl |
| ------------------------------------------- | ------------------------ | ---------- | ---------------- | ---------- | ------------ |
| Aslonnes                                    | 1.130                    | 23,00      | 49               | 86010      | 86340        |
| Château-Larcher                             | 1.046                    | 15,35      | 68               | 86065      | 86370        |
| Dienné                                      | 583                      | 16,56      | 35               | 86094      | 86410        |
| Fleuré                                      | 1.108                    | 16,68      | 66               | 86099      | 86340        |
| Gizay                                       | 364                      | 20,76      | 18               | 86105      | 86340        |
| Iteuil                                      | 2.989                    | 22,05      | 136              | 86113      | 86240        |
| La Villedieu-du-Clain                       | 1.526                    | 7,16       | 213              | 86290      | 86340        |
| Marçay                                      | 1.119                    | 30,32      | 37               | 86145      | 86370        |
| Marigny-Chemereau                           | 603                      | 11,51      | 52               | 86147      | 86370        |
| Marnay                                      | 714                      | 45,10      | 16               | 86148      | 86160        |
| Nieuil-l’Espoir                             | 2.680                    | 20,64      | 130              | 86178      | 86340        |
| Nouaillé-Maupertuis                         | 2.955                    | 22,13      | 134              | 86180      | 86340        |
| Roches-Prémarie-Andillé                     | 2.174                    | 22,37      | 97               | 86209      | 86340        |
| Smarves                                     | 2.941                    | 20,09      | 146              | 86263      | 86240        |
| Vernon                                      | 721                      | 38,38      | 19               | 86284      | 86340        |
| Vivonne                                     | 4.505                    | 41,16      | 109              | 86293      | 86370        |
| Communauté de communes des Vallées du Clain | 27.158                   | 373,26     | 73               | –          | –            |